# تجارة وصيد تمساح النيل في مصر

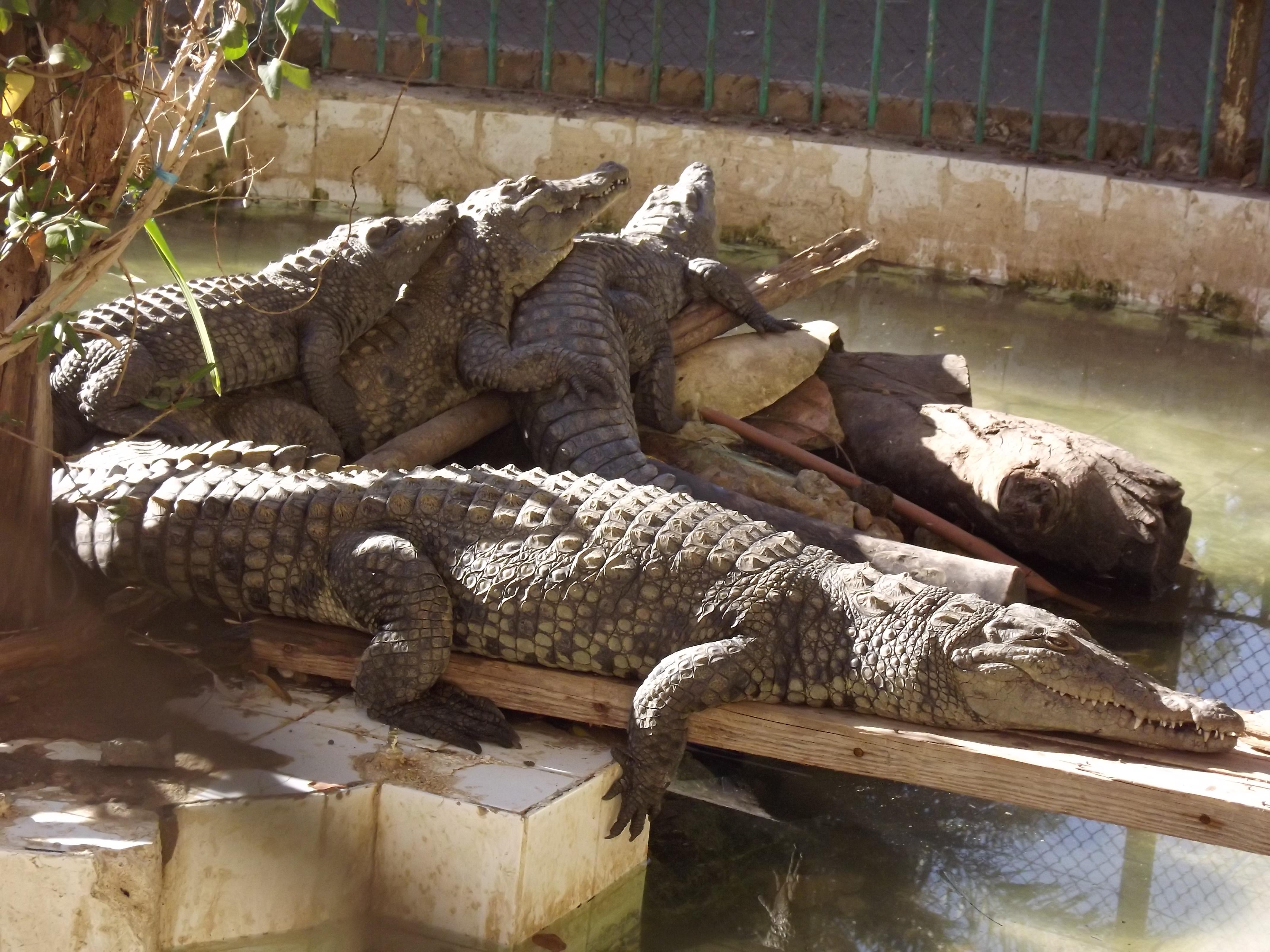
تمساح النيل داخل حديقة حيوان الفيوم

تجارة وصيد تمساح النيل في مصر تنتشر تجارة التماسيح في مصر حيث يمكن بسهولة رؤيتها تباع في الأسواق رغم الحماية المفروضة عليها في قوانين حماية الحياة البرية المصرية ورغم وجودها ضمن الملحق الثاني لاتفاقية السايتس، تم تسجيل حوادث كثيرة لهروب تماسيح من أصحابها والإبلاغ عن وجودها في الترع والمجاري المائية بعيدا عن بيئتها الطبيعية في بحيرة ناصر وأخيرا تم إحصاء أعدادها في بحيرة ناصر ووجد أن الأعداد اقل بكثير عما سجل من قبل.